# Карми
Ка̀рми (на гръцки: Κάρμι; на турски: Karaman) е село в Кипър, окръг Кирения. Според статистическата служба на Северен Кипър през 2011 г. селото има 55 жители.
Де факто е под контрола на непризнатата Севернокипърска турска република.